# Exellodendron coriaceum
Exellodendron coriaceum är en tvåhjärtbladig växtart som först beskrevs av George Bentham, och fick sitt nu gällande namn av Ghillean `Iain' Tolmie Prance. Exellodendron coriaceum ingår i släktet Exellodendron och familjen Chrysobalanaceae. Inga underarter finns listade i Catalogue of Life.